# لیکویگاس
لیکویگاس (ایتالیایی: Liquigas) یک تیم دوچرخه‌سواری در ایتالیا بوده‌است.
این تیم که در سال ۲۰۰۵ تأسیس شده در سال ۲۰۱۴ با ادغام در تیم گارمین-شارپ منحل شده‌است.

## نگارخانه

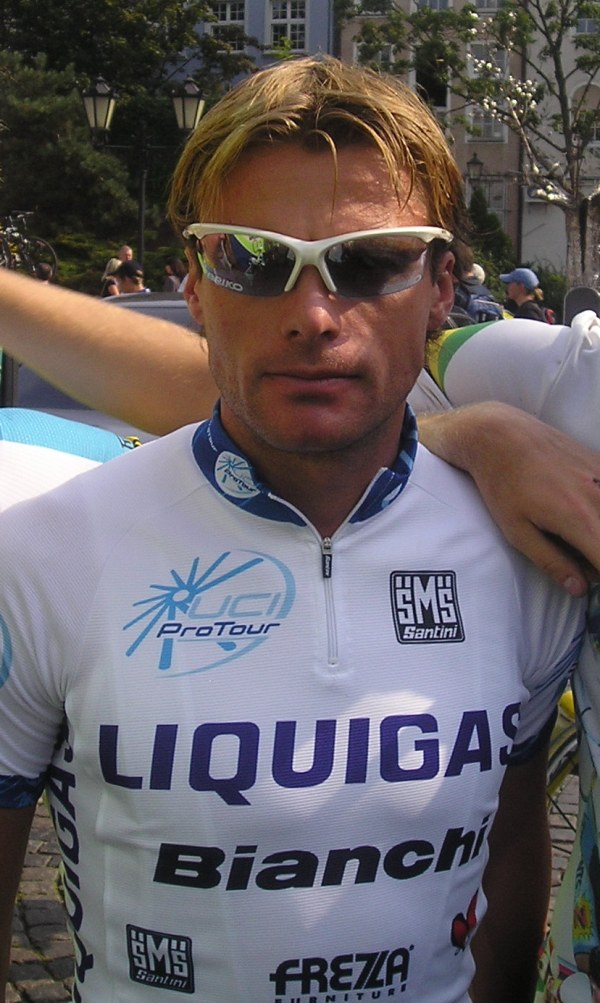
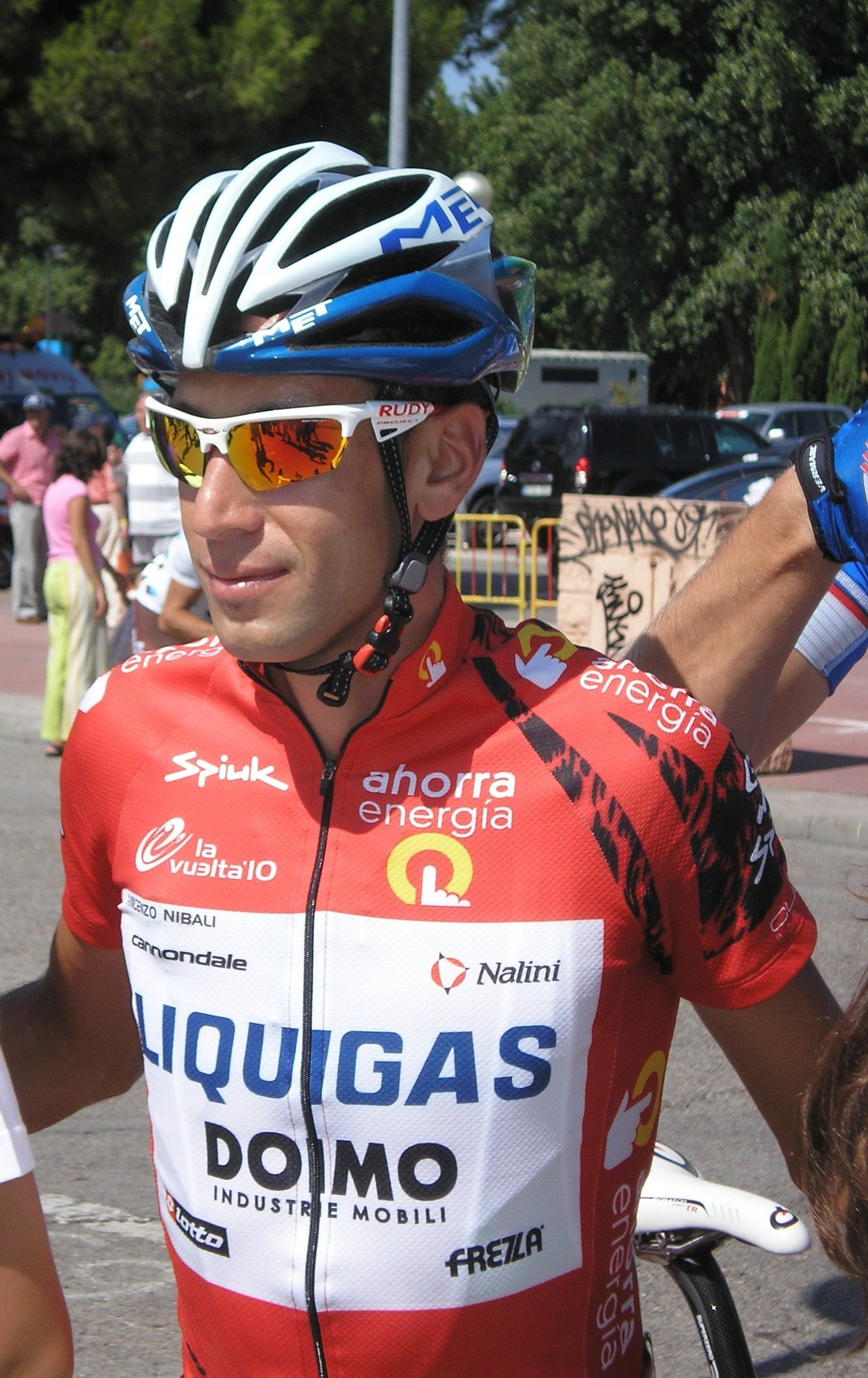
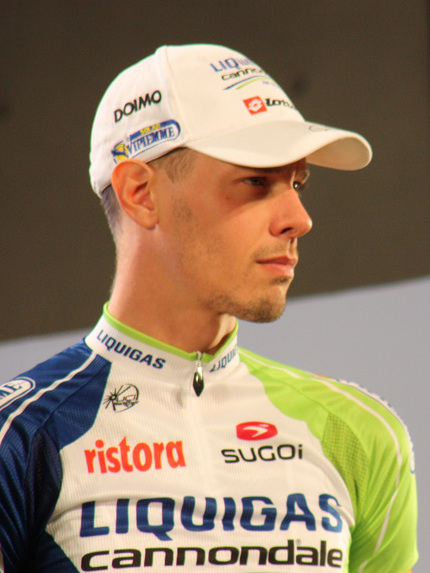
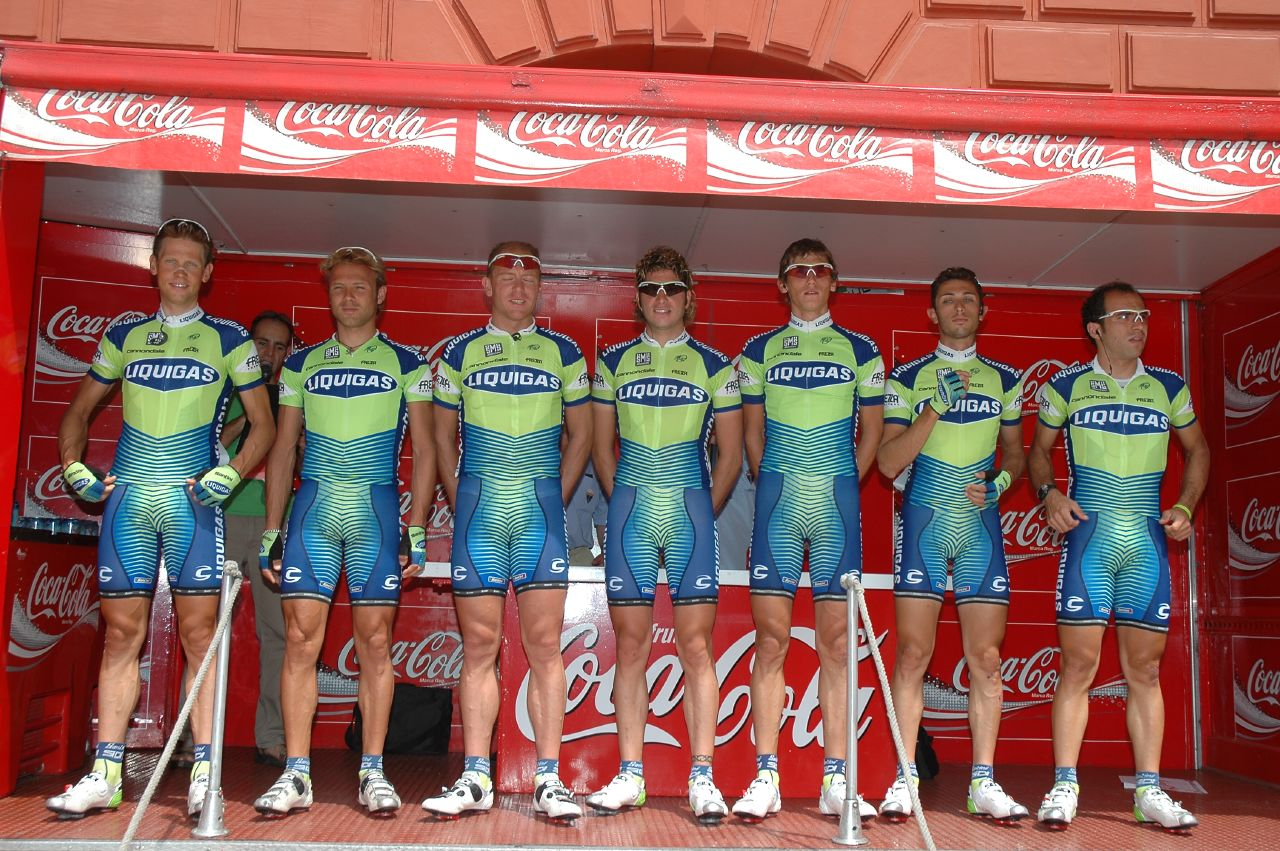